# Salvatore Pozzi
Salvatore Pozzi (Puria, 1595 – 1681) è stato un pittore italiano.
Nato a Puria in Valsolda, la sua formazione artistica avviene a Milano. Suoi lavori si possono trovare, oltre che nel paese natale, ad Asti, San Mamete, Bellinzona, Cressogno, Bironico, Cortemaggiore, Lamone, Ossuccio, Pigra.
Nelle sue opere si ritrova anche una prospettiva di sotto in su, di influenza melozziana.